# Seznam chráněných území v okrese České Budějovice
Toto je seznam chráněných území v okrese České Budějovice aktuální k roku 2015, ve kterém jsou uvedena chráněná území v oblasti okresu České Budějovice.
| Kód  | Obrázek                                                                   | Typ  | Název                          | Rozloha (ha) | Galerie Commons                                                               | Popis území | Souřadnice                       |
| ---- | ------------------------------------------------------------------------- | ---- | ------------------------------ | ------------ | ----------------------------------------------------------------------------- | --- | -------------------------------- |
| 1386 | Bába                                                                      | PP   | Baba                           | 2,69         | Kategorie „Baba (natural monument, Hluboká nad Vltavou)“ na Wikimedia Commons | Zbytky rostlinných společenstev původní vegetace, významné druhy entomofauny charakteristické pro zachovalé typy listnatých a smíšených lesů                                                                                        | 49°4′30″ s. š., 14°27′10″ v. d.  |
| 5865 | PP Bedřichovský potok                                                     | PP   | Bedřichovský potok             | 20,1309      | Kategorie „Bedřichovský potok (natural monument)“ na Wikimedia Commons        | Ochrana živočichů a rostlin vázaných na prostředí přirozeného oligotrofního toku | 48°45′12″ s. š., 14°42′42″ v. d. |
| 5649 | Blana                                                                     | PP   | Blana                          | 30,707       | Kategorie „Blana“ na Wikimedia Commons                                        | Mokřad s výskytem stabilní populace bublinatky vícekvěté | 49°4′42″ s. š., 14°23′29″ v. d.  |
| 31   | Klášter na Kuklově v Blanském lese                                        | CHKO | Blanský les                    | 21 235       | Kategorie „CHKO Blanský les“ na Wikimedia Commons                             | | 48°53′35″ s. š., 14°15′28″ v. d. |
| 1403 |                                                                           | NPR  | Brouskův mlýn                  | 138,20       | Kategorie „Brouskův mlýn“ na Wikimedia Commons                                | Krajinářsky hodnotné údolí Stropnice | 48°52′47″ s. š., 14°41′4″ v. d.  |
| 2465 | Pohled do Červeného blata                                                 | NPR  | Červené blato                  | 403,58       | Kategorie „Červené blato“ na Wikimedia Commons                                | Rozsáhlé rašeliniště s porostem blatky | 48°51′26″ s. š., 14°48′32″ v. d. |
| 1395 | Ďáblík na Ďáblíku                                                         | PP   | Ďáblík                         | 3,45         | Kategorie „Ďáblík (natural monument)“ na Wikimedia Commons                    | Mokřad s bohatým výskytem ďáblíku bahenního | 48°49′40″ s. š., 14°35′43″ v. d. |
| 1394 |                                                                           | PP   | Děkanec                        | 1,01         | Kategorie „Děkanec (natural monument)“ na Wikimedia Commons                   | Slatinná louka s hojným výskytem vzácné květeny | 48°51′58″ s. š., 14°26′26″ v. d. |
| 1405 | Dvořiště                                                                  | PR   | Dvořiště                       | 23,75        | Kategorie „Dvořiště“ na Wikimedia Commons                                     | Zachovalá společenstva rybničního litorálu, mokřadů a rašeliniště | 49°4′ s. š., 14°38′42″ v. d.     |
| 1388 | Rašeliniště                                                               | PP   | Hliníř                         | 4,60         | Kategorie „Hliníř“ na Wikimedia Commons                                       | Přechodové rašeliniště se vzácnou květenou u okraje rybníka | 49°8′13″ s. š., 14°40′51″ v. d.  |
| 5870 | Hlubocké hráze                                                            | PP   | Hlubocké hráze                 | 67,2428      | Kategorie „Hlubocké hráze“ na Wikimedia Commons                               | Liniové prvky starých alejí a skupin stromů, jakož i porosty zámeckého parku a na ně vázané biotopy zvláště chráněných nebo významných živočišných druhů                                                                            | 49°2′35″ s. š., 14°26′2″ v. d.   |
| 110  |                                                                           | NPP  | Hojná voda                     | 9,19         | Kategorie „Hojná voda (national natural monument)“ na Wikimedia Commons       | Kromě Žofínského pralesa česká nejstarší rezervace (1838), bukojedlový prales | 48°42′19″ s. š., 14°45′12″ v. d. |
| 1291 | Horusická blata                                                           | PR   | Horusická blata                | 53,66        | Kategorie „Horusická blata“ na Wikimedia Commons                              | Polokulturní louky s významnou květenou a bohatou avifaunou | 49°9′32″ s. š., 14°39′5″ v. d.   |
| 6226 |                                                                           | PP   | Chrastí                        | 2,325        |                                                                               | Ekosystém mezotrofního až eutrofního rybníka s bohatou vegetací a významnými společenstvy vodních a mokřadních organismů | 48°51′37″ s. š., 14°40′36″ v. d. |
| 1400 | Kaliště                                                                   | PP   | Kaliště                        | 2,57         | Kategorie „Kaliště (natural monument)“ na Wikimedia Commons                   | Polokulturní mokrá louka s výskytem ohrožených druhů rostlin | 48°57′29″ s. š., 14°35′23″ v. d. |
| 5871 | Jihovýchodní cíp chráněného území                                         | PP   | Kameník                        | 158,1503     | Kategorie „Kameník (natural monument)“ na Wikimedia Commons                   | Výskyt ohrožených živočišných a rostlinných druhů | 49°4′45″ s. š., 14°26′48″ v. d.  |
| 1802 | PR Karvanice                                                              | PR   | Karvanice                      | 14,17        | Kategorie „Karvanice“ na Wikimedia Commons                                    | Komplex lipových a habrových doubrav a suťového lesa s bohatou avifaunou a entomofaunou | 49°5′23″ s. š., 14°27′49″ v. d.  |
| 1384 | Znak PP Libnič                                                            | PP   | Libnič                         | 0,08         | Kategorie „Libnič“ na Wikimedia Commons                                       | Lokalita střevičníku pantoflíčku | 49°1′13″ s. š., 14°33′31″ v. d.  |
| 1385 | okraj PR Libochovka                                                       | PR   | Libochovka                     | 77,63        | Kategorie „Libochovka (nature reserve)“ na Wikimedia Commons                  | Bohatá lokalita pérovníku pštrosího | 49°4′55″ s. š., 14°28′43″ v. d.  |
| 5873 | PP Lužnice                                                                | PP   | Lužnice                        | 432,238      | Kategorie „Lužnice (natural monument)“ na Wikimedia Commons                   | Vzácné a ohrožené druhy rostlin a živočichů | 49°16′28″ s. š., 14°26′3″ v. d.  |
| 1391 | Mokřiny u Vomáčků                                                         | PR   | Mokřiny u Vomáčků              | 61,46        | Kategorie „Mokřiny u Vomáčků“ na Wikimedia Commons                            | Vlhké louky a mokřady s bohatou flórou a faunou | 49°4′14″ s. š., 14°20′53″ v. d.  |
|      | Krajina u Pohořského rybníka                                              | PřP  | Přírodní park Novohradské hory | 16 200       | Kategorie „Nature park Novohradské hory“ na Wikimedia Commons                 | | 48°44′15″ s. š., 14°43′6″ v. d.  |
| 1383 | Ohrazení                                                                  | PP   | Ohrazení                       | 4,10         | Kategorie „Ohrazení (natural monument)“ na Wikimedia Commons                  | Vlhké louky, lokalita hořce hořepníku | 48°56′53″ s. š., 14°35′50″ v. d. |
| 1396 |                                                                           | PP   | Orty                           | 12,50        | Kategorie „Orty“ na Wikimedia Commons                                         | Zimoviště netopýrů ve starých důlních chodbách | 49°1′43″ s. š., 14°29′39″ v. d.  |
| 602  | Ostrolovský Újezd                                                         | PP   | Ostrolovský Újezd              | 2,31         | Kategorie „Ostrolovský Újezd (natural monument)“ na Wikimedia Commons         | Lokalita bledule jarní | 48°53′1″ s. š., 14°35′26″ v. d.  |
| 1404 | Celkový pohled                                                            | PP   | Pašínovická louka              | 1,00         | Kategorie „Pašínovická louka“ na Wikimedia Commons                            | Bohatá lokalita bledule jarní | 48°52′27″ s. š., 14°31′22″ v. d. |
| 1398 | Přesličkový rybník                                                        | PP   | Přesličkový rybník             | 8,72         | Kategorie „Přesličkový rybník“ na Wikimedia Commons                           | Krajinářsky atraktivní území mokřadních společenstev | 48°46′14″ s. š., 14°48′12″ v. d. |
| 1390 | Radomilická mokřina                                                       | PR   | Radomilická mokřina            | 45,46        | Kategorie „Radomilická mokřina“ na Wikimedia Commons                          | Mokřady s četnými druhy chráněných a ohrožených rostlin | 49°7′44″ s. š., 14°15′36″ v. d.  |
| 375  | Rašeliniště                                                               | NPP  | Ruda                           | 70,22        | Kategorie „Ruda (national natural monument)“ na Wikimedia Commons             | Rašeliniště s hojným výskytem rosnatky okrouhlolisté | 49°8′58″ s. š., 14°41′22″ v. d.  |
| 1392 |                                                                           | PR   | Ruda u Kojákovic               | 44,69        | Kategorie „Ruda u Kojákovic“ na Wikimedia Commons                             | Rybník s přilehlými loukami, ptačí hnízdiště | 48°56′49″ s. š., 14°46′3″ v. d.  |
| 6239 |                                                                           | PP   | Rybník Motovidlo               | 11,6         | Kategorie „Motovidlo“ na Wikimedia Commons                                    | Rybník s populací plavínu štítnatého a ohroženými druhy obojživelníků a ptáků | 48°59′57″ s. š., 14°22′49″ v. d. |
| 5881 | PP Sokolí hnízdo a bažantnice                                             | PP   | Sokolí hnízdo a bažantnice     | 47,4696      | Kategorie „Sokolí hnízdo a bažantnice“ na Wikimedia Commons                   | Výskyt vzácných nebo významných živočichů jako je páchník hnědý | 48°47′51″ s. š., 14°46′24″ v. d. |
| 444  | Umělý vodopád na říčce Stropnici v Terčině údolí nedaleko od Nových Hradů | NPP  | Terčino údolí                  | 138,29       | Kategorie „Terčino údolí“ na Wikimedia Commons                                | Krajina v parkové úpravě z 18. století | 48°47′4″ s. š., 14°45′42″ v. d.  |
| 32   |                                                                           | CHKO | Třeboňsko                      | 70 000       | Kategorie „CHKO Třeboňsko“ na Wikimedia Commons                               | | 48°56′55″ s. š., 14°46′26″ v. d. |
| 454  | Tůně u Špačků                                                             | PP   | Tůně u Špačků                  | 5,14         | Kategorie „Tůně u Špačků“ na Wikimedia Commons                                | Tůně s výskytem řezanu pilolistého | 48°56′49″ s. š., 14°29′25″ v. d. |
| 486  |                                                                           | PR   | V Rájích                       | 2,24         | Kategorie „V Rájích (nature reserve)“ na Wikimedia Commons                    | Slatina jen místy zalesněná, lokalita rosnatky okrouhlolisté | 48°59′5″ s. š., 14°42′31″ v. d.  |
| 1393 | Velký a Malý Kamýk                                                        | PR   | Velký a Malý Kamýk             | 49,65        | Kategorie „Velký a Malý Kamýk“ na Wikimedia Commons                           | Fragment acidofilní bučiny | 49°13′58″ s. š., 14°17′49″ v. d. |
| 1401 | Velký Karasín                                                             | PP   | Velký Karasín                  | 9,84         | Kategorie „Velký Karasín“ na Wikimedia Commons                                | Rybník ornitologicky velmi bohatý | 49°2′41″ s. š., 14°16′42″ v. d.  |
| 5884 | PP Veveřský potok                                                         | PP   | Veveřský potok                 | 34,4725      | Kategorie „Veveřský potok (natural monument)“ na Wikimedia Commons            | Výskyt vzácných a ohrožených živočišných druhů, zejména kriticky ohrožené mihule potoční | 48°45′31″ s. š., 14°47′35″ v. d. |
| 5890 | PP Vltava u Blanského lesa                                                | PP   | Vltava u Blanského lesa        | 478,3482     | Kategorie „Vltava u Blanského lesa“ na Wikimedia Commons                      | Populace vzácných a ohrožených živočišných a rostlinných druhů | 48°53′54″ s. š., 14°24′36″ v. d. |
| 603  | Část tůně                                                                 | PP   | Vrbenská tůň                   | 0,96         | Kategorie „Vrbenská tůň“ na Wikimedia Commons                                 | Lokalita řezanu pilolistého | 49°0′56″ s. š., 14°26′34″ v. d.  |
| 1389 | Ostrůvek na rybníku Domin                                                 | PR   | Vrbenské rybníky               | 245,80       | Kategorie „Vrbenské rybníky“ na Wikimedia Commons                             | Hnízdiště vodního ptactva, bažinné olšiny a dubové porosty, entomologicky a mykologicky významná lokalita | 49°0′5″ s. š., 14°25′52″ v. d.   |
| 1387 | Vysoká Běta                                                               | PR   | Vysoká Běta                    | 23,93        | Kategorie „Vysoká Běta“ na Wikimedia Commons                                  | Suťový porost s hojným výskytem měsíčnice vytrvalé | 48°58′41″ s. š., 14°13′2″ v. d.  |
| 1402 | Zámek                                                                     | PP   | Zámek                          | 5,76         | Kategorie „Zámek (natural monument)“ na Wikimedia Commons                     | Rašelinné louky s bohatou květenou | 48°52′18″ s. š., 14°36′17″ v. d. |
| 1399 |                                                                           | PP   | Žemlička                       | 2,47         | Kategorie „Žemlička (natural monument)“ na Wikimedia Commons                  | Vlhká louka s rašelinnou vegetací | 48°53′29″ s. š., 14°41′20″ v. d. |
| 1074 | Židova strouha                                                            | PP   | Židova strouha                 | 42,20        | Kategorie „Židova strouha“ na Wikimedia Commons                               | Geomorfologicky významné prostorově členité údolí kaňonovitého charakteru s fragmenty přirozených reliktních borů na skalách, významnými lišejníkovými a mechovými společenstvy s řadou významných rostlinných a živočišných druhů. | 49°16′21″ s. š., 14°28′3″ v. d.  |
| 608  |                                                                           | NPR  | Žofinka                        | 343,941      | Kategorie „Žofinka“ na Wikimedia Commons                                      | Rozlehlé rašeliniště s rašelinným lesem a bohatou květenou i zvířenou | 48°49′17″ s. š., 14°53′ v. d.    |

## Zrušená chráněná území
| Kód  | Obrázek         | Typ | Název            | Rozloha (ha) | Galerie Commons                                                    | Popis území | Souřadnice                      |
| ---- | --------------- | --- | ---------------- | ------------ | ------------------------------------------------------------------ | --- | ------------------------------- |
| 1397 | Rašelinná louka | PP  | Lhota u Dynína   | 7,25         | Kategorie „Lhota u Dynína (natural monument)“ na Wikimedia Commons | Rašelinná louka s typickou květenou | 49°7′53″ s. š., 14°40′5″ v. d.  |
| 2232 |                 | PR  | Trpnouzské blato | 104,04       | Kategorie „Trpnouzské blato“ na Wikimedia Commons                  | Unikátní komplex rašeliniště na místech po bývalé těžbě rašeliny se sukcesními stadii v různém stupni vývoje. Přírodní rezervace byla zrušena a sloučena s NPR Žofinka. | 48°50′3″ s. š., 14°52′51″ v. d. |